# Bernd Stelter
Bernd Stelter est né le 19 avril 1961 à Unna. Il est un animateur de radio et puis de télévision en Allemagne. Il a atteint une certaine popularité comme chanteur occasionnel avec des paroles sociocritiques durant ses débuts en 1982 et 1984 et des paroles plus humoristiques depuis 2000. Il travaille également comme écrivain occasionnel. Dans ses chansons et émissions, Bernd Stelter soutient la culture du Carnaval de Cologne et est devenu un personnage public connu des festivités annuelles de ce carnaval. Il a également fait cinq grandes tournées à travers l'Allemagne avec des spectacles humoristiques différents.

## Liens utiles
- Site officiel de l'artiste en allemand

- Notices d'autorité :   - VIAF
  - ISNI
  - IdRef
  - GND